# Avicola Călărași
Avicola Călărași este o companie producătoare de carne de pasăre din România.
Principalii concurenți ai companiei sunt Transavia Alba Iulia, Agricola Internațional Bacău, Agrisol International, Avicola Crevedia și Avicola Buzău.
Avicola Călărași are sediul în Călărași și a fost înființată pe 29/01/1991.

## Informații financiare[3]
| Ani  | Venituri | Cheltuieli | Profit   | Inventar | Rezerve | Creanțe  | Datorii  | Banca și numerar | Angajați |
| ---- | -------- | ---------- | -------- | -------- | ------- | -------- | -------- | ---------------- | -------- |
| 2020 | 776912   | 1082957    | -306045  | 10595    | 0       | 2472033  | 68507480 | 1181429          | ?        |
| 2019 | 55574    | 109828     | -54254   | 311744   | 0       | 2571508  | 75831719 | 7903704          | ?        |
| 2018 | 15174    | 153261     | -138087  | 311744   | 0       | 2458459  | 75863811 | 7985881          | 1        |
| 2017 | 1617550  | -34995732  | 36613282 | 311744   | 0       | 804659   | 37934458 | 8132022          | 1        |
| 2016 | 35499181 | 16579355   | 18919826 | 301149   | 0       | 14502027 | 90761311 | 10658819         | 2        |